# Eucalyptus piperita
Espèce
Classification phylogénétique
Répartition géographique
Eucalyptus piperita, l'eucalyptus poivré, est une espèce de plantes à fleurs de la famille des Myrtaceae. C'est un arbre d'une vingtaine de mètres de haut, poussant en Nouvelle-Galles du Sud en Australie.

## Description
Son écorce est grise, rugueuse légèrement fibreuse sur le tronc, blanche et lisse sur les branches.
Les feuilles sont pétiolées, coriaces, vertes, concolores, étroites, lancéolées ou ovale-lancéolées, terminées en pointe et mesurent 10 à 14 centimètres de long sur 1 à 3 de large. Elles dégagent une odeur de menthe poivrée lorsqu'elles sont malaxées mais d'une saveur moins piquante. (Les espèces d'eucalyptus Eucalyptus piperita et Eucalyptus radiata sont regroupées dans les eucalyptus "peppermint" pour les anglophones).
Les fleurs sont regroupées par 11 à 20.